# Echinosaura
Echinosaura — рід ящірок родини гімнофтальмових (Gymnophthalmidae). Представники цього роду мешкають в Центральній і Південній Америці.

## Види
Рід Echinosaura нараховує 8 види:
- Echinosaura brachycephala G. Köhler, Böhme & Schmitz, 2004
- Echinosaura centralis Dunn, 1944
- Echinosaura fischerorum Yánez-Muñoz, Torres-Carvajal, Reyes-Puig, Urgiles-Merchán, & Koch, 2021
- Echinosaura horrida Boulenger, 1890
- Echinosaura keyi Fritts & H.M. Smith, 1969
- Echinosaura orcesi Fritts, Almendáriz & Samec, 2002
- Echinosaura palmeri Boulenger, 1911
- Echinosaura panamensis Barbour(інші мови), 1924

## Етимологія
Наукова назва роду Echinosaura походить від сполучення слів дав.-гр. έχίνος — їжак і σαυρος — ящірка.